# National Medal of Technology and Innovation
National Medal of Technology and Innovation (Huy chương Quốc gia về Công nghệ và Sáng kiến Đổi mới) là một giải thưởng do Tổng thống Hoa Kỳ trao cho những người phát minh và sáng tạo người Mỹ, những người đã có những đóng góp đáng kể cho sự phát triển của công nghệ mới và quan trọng. Giải thưởng có thể được cấp cho một người cụ thể, một nhóm người hoặc toàn bộ một tổ chức  hay một công ty. Đây là sự vinh danh cao nhất tại Hoa Kỳ mà được trao cho một công dân Mỹ có thành tích liên quan đến tiến bộ công nghệ. Trước đây còn có tên là "National Medal of Technology".

## Danh sách những người được trao giải
- 1985 AT&T Bell Laboratories, Frederick P. Brooks Jr., Erich Bloch, Bob O. Evans, Steve Jobs, Steve Wozniak, Marvin M. Johnson, Ralph Landau, John T. Parsons, Frank L. Stulen, Harold A. Rosen, Allen E. Puckett, Joseph F. Sutter
- 1986 Bernard Gordon, Reynold B. Johnson, William C. Norris, Frank N. Piasecki, Stanley D. Stookey, Francis Versnyder
- 1987 Joseph V. Charyk, William Edwards Deming, John E. Franz, Robert Noyce
- 1988 John L. Atwood, Arnold Orville Beckman, Paul M. Cook, Raymond Damadian, Paul Christian Lauterbur, Robert H. Dennard, Harold E. Edgerton, Clarence Johnson, Edwin Herbert Land, David Packard
- 1989 Jay Wright Forrester, Robert R. Everett, Helen Edwards, Richard A. Lundy, J. Richie Orr, Alvin Tollestrup, Herbert W. Boyer, Stanley Norman Cohen
- 1990 John Atanasoff, Marvin Camras, DuPont, Donald N. Frey, Fred W. Garry, Wilson Greatbatch, Jack Kilby, John S. Mayo, Gordon Moore, David B. Pall, Chauncey Starr
- 1991 Stephen D. Bechtel Jr., Gordon Bell, Geoffrey Boothroyd, Peter Dewhurst, John Cocke, Carl Djerassi, James J. Duderstadt, Robert W. Galvin, Grace Hopper, F. Kenneth Iverson, Frederick M. Jones, Joseph A. Numero, David W. Thompson, Antonio L. Elias, David S. Hollingsworth, Robert R. Lovell, Charles R. Reed, John Paul Stapp
- 1992 Bill Gates, W. Lincoln Hawkins, Joseph M. Juran, Charles Kelman, Merck & Co, Inc., Delbert H. Meyer, Paul B. Weisz, Norman Joseph Woodland
- 1993 Amos E. Joel Jr., William H. Joyce, George Kozmetsky, George Levitt, Marinus Los, Hans Liepmann, William D. Manly, Ken Olsen, Walter L. Robb
- 1994 AMGEN, Corning Inc., Joel S. Engel, Richard H. Frenkiel, H. Joseph Gerber, Irwin M. Jacobs
- 1995 Edward R. McCracken, Praveen Chaudhari, Jerome J. Cuomo, Richard J. Gambino, Procter & Gamble, 3M, Sam B. Williams, Alejandro Zaffaroni
- 1996 Ronald H. Brown, Johnson & Johnson, Charles Kaman, Stephanie Kwolek, James C. Morgan, Peter H. Rose
- 1997 Norman R. Augustine, Ray Dolby, Robert S. Ledley, Vinton G. Cerf, Robert E. Kahn
- 1998 Denton Cooley, Robert Fraley, Robert Horsch, Ernest Jaworski, Stephen Rogers, Ken Thompson, Dennis Ritchie, Biogen
- 1999 Glen Culler, Raymond Kurzweil, Robert Swanson, Robert W. Taylor, Symbol Technologies
- 2000 Douglas C. Engelbart, Dean Kamen, Donald Keck, Robert D. Maurer, Peter C. Schultz, IBM Corporation
- 2001 John A. Ewen, Arun N. Netravali, Sidney Pestka, Jerry M. Woodall, Dow Chemical
- 2002 Calvin H. Carter, Haren S. Gandhi, Carver Mead, John J. Mooney, Carl Donald Keith, Nick Holonyak Jr., M. George Craford, Russell Dean Dupuis, DuPont
- 2003 Jan D. Achenbach, Watts S. Humphrey, Robert Metcalfe, Rodney D. Bagley, Irwin M. Lachman, Ronald M. Lewis, UOP LLC, Wisconsin Alumni Research Foundation
- 2004 Ralph Baer, Roger L. Easton, Gen-Probe, IBM Corporation, Industrial Light & Magic, Motorola, Paccar
- 2005 Alfred Y. Cho, Dean L. Sicking, Ronald J. Eby, Maya Koster, Dace Viceps Madore, Velupillai Puvanesarajah, Genzyme, Semiconductor Research Corporation, Xerox Corporation
- 2006 Leslie A. Geddes, Paul G. Kaminski, Herwig Kogelnik, Charles M. Vest, James E. West
- 2007 Paul Baran, Roscoe O. Brady, David N. Cutler, Armand V. Feigenbaum, Adam Heller, Grant Willson, eBay Inc., Lockheed Martin Skunk Works
- 2008 Forrest M. Bird, Esther Takeuchi, John Warnock, Charles Geschke, IBM Corporation
- 2009 Harry Coover, Helen Free, Steven J. Sasson, Federico Faggin, Marcian Edward Hoff Jr., Stanley Mazor
- 2010 Rakesh Agrawal, B. Jayant Baliga, C. Donald Bateman, Yvonne Brill, Michael F. Tompsett
- 2011 Frances H. Arnold, George Carruthers, Robert Langer, Norman McCombs, Gholam Peyman, Art Rosenfeld, Jan Vilcek, Samuel E. Blum (Team), Rangaswamy Srinivasan (Team), James J. Wynne (Team), Raytheon BBN Technologies[2]
- 2011 Frances H. Arnold, George Carruthers, Robert Langer, Norman McCombs, Gholam Peyman, Art Rosenfeld, Jan Vilcek, Samuel E. Blum (Team), Rangaswamy Srinivasan (Team), James J. Wynne (Team), Raytheon BBN Technologies [3]
- 2012 Charles W. Bachman, Edith M. Flanigen, Eli Harari, Thomas Fogarty, Arthur D. Levinson, Cherry A. Murray, Mary Shaw, Douglas Lowy,  John Schiller [4]
- 2013 Joseph DeSimone, Robert Fischell,  Nancy W. Y. Ho, Mark S. Humayun, Jonathan Marc Rothberg
- 2014 Chemming Hu, Arthur Gossard, Cato T. Laurencin[5]